# Mimostedes fuscus
Mimostedes fuscus är en skalbaggsart som beskrevs av Stefan von Breuning 1967. Mimostedes fuscus ingår i släktet Mimostedes och familjen långhorningar.
Artens utbredningsområde är Burundi. Inga underarter finns listade i Catalogue of Life.